# Мельниківська сільська громада
Мельниківська сільська об'єднана територіальна громада — колишня об'єднана територіальна громада в Україні, в Немирівському районі Вінницької області. Адміністративний центр — село Мельниківці.
Площа громади — 85,31 км², населення — 1465 мешканців (2018). Є найменш населеною громадою України.
Утворена 16 червня 2016 року шляхом об'єднання Мельниківської та Ометинецької сільських рад Немирівського району.
6 травня 2020 року Кабінет Міністрів України затвердив перспективний план формування територій громад Вінницької області, в якому Мельниківська ОТГ відсутня, а Мельниківська та Ометинецька сільські ради включені до Райгородської ОТГ.

## Населені пункти
До складу громади входять 3 села: Мельниківці, Ометинці та Червоне.